# Izanami

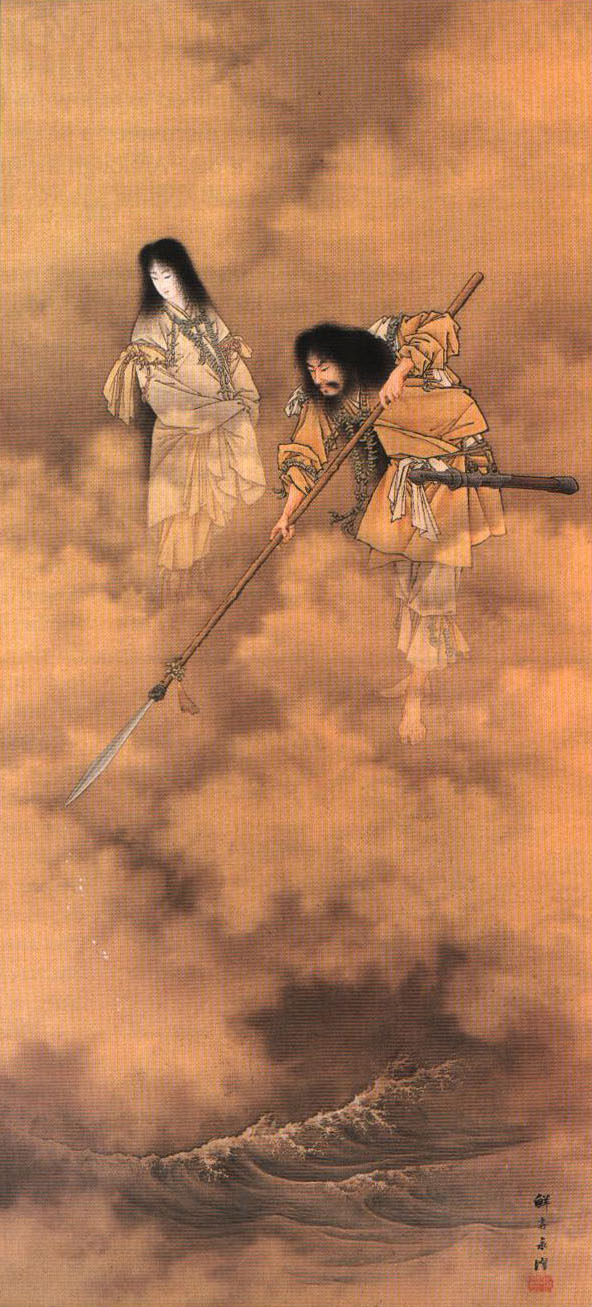
Obra d'en Kobayashi Eitaku del 1885 il·lustrant a Izanagi i Izanami

Izanami, en el xintoisme, és una deessa primordial i dona del déu Izanagi junt amb el qual va crear el món, o l'arxipèlag japonès, moment en el qual van clavar una javelina a terra que es convertí en la seva llar, el Pilar Celestial.
Primer va donar llum a les vuit illes del Japó i després als déus que poblarien el món i li donarien forma fins que va parir el déu del foc, Kagutsuchi, que en néixer causà tantes ferides a la seva mare que aquesta va morir. Izanagi afligit va partir el seu fill en vuit trossos, d'on sorgiren vuit muntanyes.
L'amor que el déu sentia per la seva esposa no s'apaivagà amb la venjança, sinó que Izanagi s'endinsà en el Yomi, infern o inframon japonès on romanien les ànimes dels morts, però arribà massa tard, ja que l'ànima de l'Izanami no podia tornar a l'estadi mortal perquè havia pres aliments del Yomi.
Tot i així la deessa demanà paciència al seu espòs mentre demanava als déus majors que la deixessin tornar al cantó de l'Izanagi. Aquest, però, no tingué paciència i calà foc a una de les puntes de la seva pinta, tot il·luminant el Yomi i pogué veure el cos de la seva dona cobert de verms i d'altres bestioles que remenaven entre les seves restes podrides.
Izanagi s'horroritzà i escapà de l'indret, però la seva esposa, indignada feu que les bruixes de l'altre món el perseguiren i fins i tot intentà atrapar-lo ella mateixa... el déu, però, en arribar al món dels vius col·locà una roca gegantesca que impedís el pas entre mons, quedant Izanami tancada per sempre al Yomi, i es convertí en la reina de l'Altre Món.
Izanagi arribà a la desembocadura d'un riu i es despullà per netejar el seu cos de la brutícia del Yomi, i de l'aigua nasqueren alguns dels principals déus més importants del panteó xintoista: Amaterasu (deessa Sol), Tsuki-yomi (déu Lluna) i Susano (déu de les tempestes).
En homenatge a aquest esdeveniment l'Altre Món passà a anomenar-se Yomi-no-kumi, on les ànimes, en lloc d'ésser torturades com en els inferns d'altres tradicions, són purificades, de manera semblant a com s'explicaria en el Purgatori cristià.

## Altres
Curiosament hi ha una banda musical H.R. de la ciutat de Buenos Aires, Argentina, amb el mateix nom.